# NGC 2601
NGC 2601 est une galaxie spirale intermédiaire située dans la constellation du Poisson volant. NGC 2601 a été découverte par l'astronome britannique John Herschel en 1835.

## Caractéristiques
Sa vitesse par rapport au fond diffus cosmologique est de 3 475 ± 46 km/s, ce qui correspond à une distance de Hubble de 51,3 ± 3,7 Mpc (∼167 millions d'al).
À ce jour, quatre mesures non basées sur le décalage vers le rouge (redshift) donnent une distance de 51,575 ± 7,752 Mpc (∼168 millions d'al), ce qui est à l'intérieur des valeurs de la distance de Hubble.
NGC 2601 présente une large raie HI.